# Museo di arte contemporanea di Termoli
Il Museo di arte contemporanea di Termoli o MACTE è un museo di arte contemporanea che ha sede a Termoli, in provincia di Campobasso.
Il MACTE collabora con la Scuola di restauro dell'Accademia di Brera e fa parte dell'Associazione dei musei d'arte contemporanea italiani (AMACI), un'associazione no profit che oggi riunisce 24 musei d'arte contemporanea italiani.

## Storia
Il Museo di arte contemporanea di Termoli nasce nel 2019 e si colloca sulla scia degli altri musei specializzati già aperti in Molise tra gli anni Novanta del Novecento e gli anni 2000, quali il Museo all'aperto d'arte contemporanea Kalenarte (MAACK), del 1992, e il Museo d'arte contemporanea di Isernia (MACI), aperto nel 2004.
Il museo è gestito dalla Fondazione Macte, una fondazione senza fini di lucro costituita nel febbraio 2019 dal Comune di Termoli e dalla Emi Holding S.p.A.
Il museo ha aperto al pubblico il 28 aprile 2019 per valorizzare le opere del Premio Termoli.
Per l'occasione è stata allestita la mostra Art is easy, con opere datate dalla fine degli anni cinquanta agli anni ottanta del Novecento della collezione del Premio Termoli. In esposizione anche opere di Gino Marotta e Mario Ceroli.

### Storia del Premio
Il Premio Termoli nasce nel 1955 come concorso annuale d’arte contemporanea che adotta la formula del “premio acquisto”, formula secondo la quale l’opera dichiarata vincitrice dalla giuria viene acquistata ed entra a far parte della collezione permanente. 
Il 1º dicembre 1959, la V edizione del Premio Termoli viene riconosciuta dal Ministero dell’Industria e della Pubblica Istruzione quale “Manifestazione artistica nazionale”.
Nel 1961, il VI Premio ha ospitato una giuria composta da personaggi celebri nel mondo dell'arte come Giulio Carlo Argan, Palma Bucarelli, Nello Ponente, Franco Sossi, Filiberto Menna e rappresentando opere di artisti quali Alberto Burri, Lucio Fontana, Enrico Prampolini, Achille Perilli.
Nel 2020 il concorso è affidato per la prima volta alla Fondazione Macte, che arricchisce il Premio di una nuova sezione dedicata all'Architettura e al Design.

## Architettura
La sede del MACTE è stata progettata nell'ambito della riqualificazione urbana del vecchio mercato rionale, di cui si conservano la pianta dell’edificio, una grande area centrale circolare e i moduli laterali dove erano disposti i sette box destinati alla vendita e che ora ospitano le sette sale espositive.

## La collezione permanente

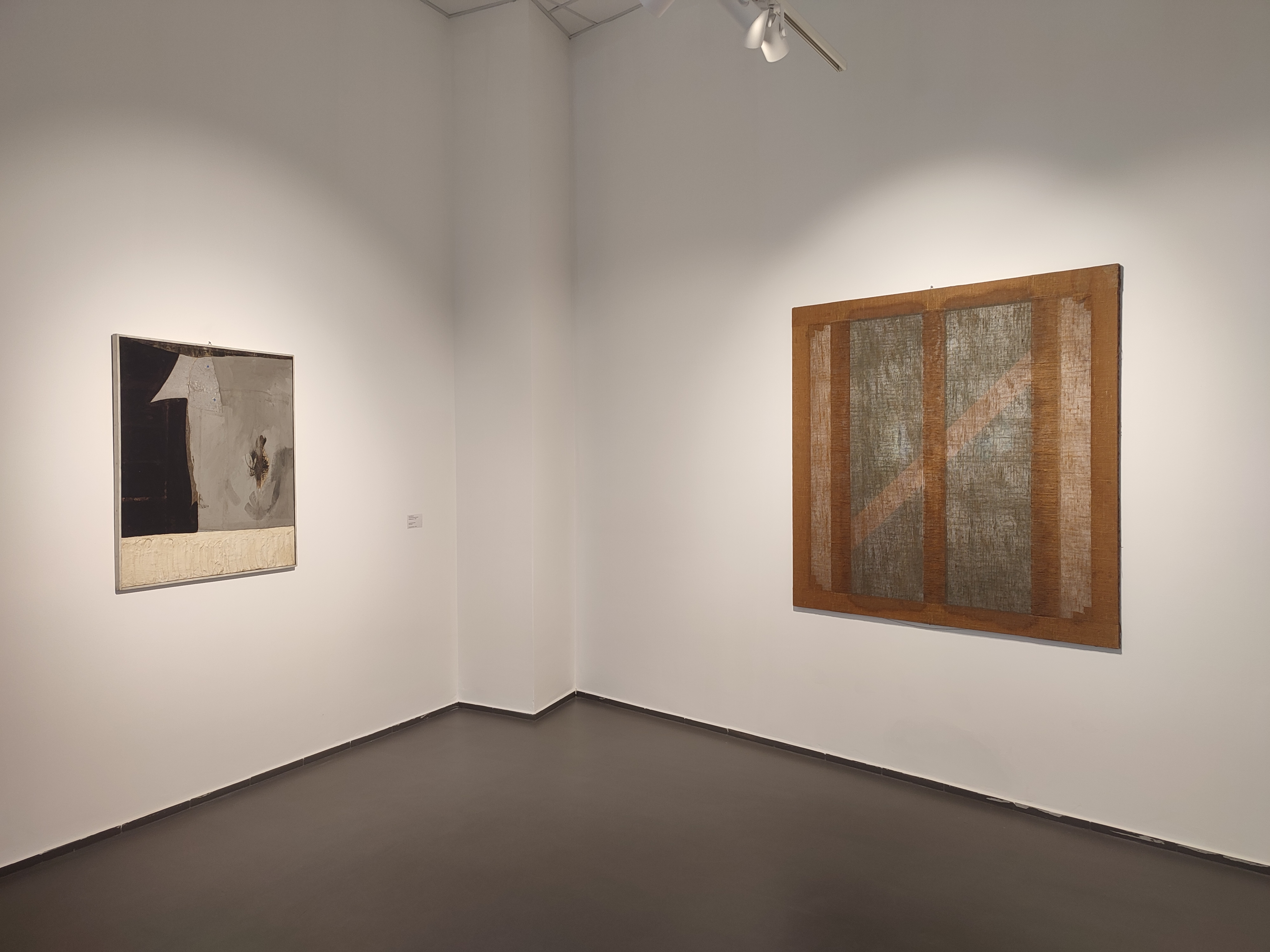
Opere di Gino Marotta e Salvatore Emblema all'interno del museo

La collezione permanente del MACTE è prevalentemente costituita dalle opere acquisite nell'ambito del Premio Termoli e si compone di quasi 500 opere che spaziano dal post-informale all’astrattismo, dalla Nieuwe figuratie all’arte cinetica fino all'arte programmata, documentando tutte le tendenze e le evoluzioni dell’arte contemporanea dal secondo dopoguerra ad oggi. Si tratta soprattutto di dipinti su tela, a cui si affiancano opere scultoree e grafiche, realizzate con una pluralità di tecniche e materiali. La collezione fa parte degli archivi RAAM, archivi digitali di AMACI.
Tra gli artisti presenti si annoverano: Carla Accardi, Mirella Bentivoglio, Nanda Vigo, Dadamaino, Tano Festa, Achille Perilli, Jesús Rafael Soto, Gastone Novelli, Bice Lazzari, Mario Schifano, Giulio Turcato, Sergio Lombardo e Giuseppe Uncini.

## Pubblicazioni
Tra le pubblicazioni curate dal museo si ricordano:
- Arianna Rosica e Gianluca Riccio (a cura di), Giuseppe Uncini / Termoli 2019, Imola, Manfredi Edizioni, 2019, ISBN 978-8-899-51989-6.
- Laura Cherubini (a cura di), LXII Premio Termoli, Imola, Manfredi Edizioni, 2022, ISBN 979-12-80049-62-9.
- Caterina Riva (a cura di), L'esca, Milano, Silvana Editoriale, 2023, ISBN 9-788836-653065.